# Adolf Mussafia
Adolf Mussafia (Split, Dalmàcia, 15 de febrer de 1835 - Florència, Itàlia, 7 de juny de 1905), fou un medievalista, romanista i hispanista dàlmata.

## Biografia
D'origen jueu, va voler inicialment estudiar medicina; però obtingué el càrrec de professor d'italià a la Universitat de Viena el 1855 i començà a estudiar filologia seriosament, arribant a ensenyar filologia romànica des del 1860 en aquesta universitat i fins a la seva jubilació. Membre de l'Acadèmia Vienesa de Ciències el 1866, s'interessà en especial pels antics dialectes italians; fruit d'aquest interès són els seus Monumenti Antichi di Dialetti Italiani (1864). Escriví una gramàtica molt popular de l'italià (el 1895 ja havia estat impresa 24 vegades). Convertit al cristianisme, fou nomenat membre del parlament austríac. Allà defensà sempre els drets de les minories italianes d'Àustria.
Escriví més de tres-cents treballs fonamentalment sobre romanística medieval, interessant-se en especial per la literatura italiana i en particular per Giovanni Boccaccio i Dante Alighieri; a Viena va conèixer Ferdinand Wolf, qui l'introduí en la filologia hispànica i publicà una versió mètrica en català dels Set pecats capitals (1876).
Descobrí l'anomenada llei de Tobler-Mussafia, que descriu l'exclusió dels clítics verbals de la posició inicial de frase.